# Maximale duurzame opbrengst

Een grafiek met de maximaal duurzame opbrengst van een vernieuwbare hulpbron. De groene curve toont de populatiegroei van de hulpbron. De draagkracht van het milieu (of van het ecosysteem) is de oranje, onderbroken lijn. De groei van de populatie is logistisch: als de populatie 50% van de draagkracht benadert, neemt de groei af. De maximale duurzame opbrengst (blauwe onderbroken lijn) is het aantal individuen dat kan worden gevangen, gekapt, of geoogst zonder dat het vermogen van de populatie zichzelf te herstellen wordt aangetast. Dit is in de praktijk afhankelijk van de hulpbron, maar ligt normaal gesproken lager dan 50% van de draagkracht van het milieu.

De maximaal duurzame opbrengst of maximaal duurzame oogst (Engels: Maximum Sustainable Yield, MSY) is de maximale opbrengst van een vernieuwbare hulpbron zonder dat de hulpbron uitgeput raakt. Meestal ligt deze hoeveelheid nabij of onder de helft van de draagkracht van het milieu.

## Belang van de maximaal duurzame opbrengst
Bij de winning van vernieuwbare hulpbronnen is het vaststellen van de maximaal duurzame opbrengst van groot belang. Als bijvoorbeeld bij bosbouw meer hout gekapt wordt dan er bomen terug kunnen groeien, zal een bos geleidelijk verdwijnen met als gevolg dat verdere bosbouw onmogelijk raakt. Naast het economisch verlies is er ook een ecologisch verlies: het verdwijnen van de bomen betekent de vernietiging van de habitat van veel soorten dieren, planten, en andere organismen. Er verdwijnt met de bomen een compleet ecosysteem. Bij duurzame houtkap wordt daarom niet meer dan de maximaal duurzame opbrengst aan bomen gekapt. Dat zorgt ervoor dat de hulpbron gewonnen kan blijven worden in de toekomst, terwijl het ecosysteem behouden blijft.

## Overschrijding van de maximaal duurzame opbrengst
De milieuwetenschap gaat er vaak vanuit dat de mens niet in staat is duurbaar vrije hulpbronnen te winnen. Een gebrek aan individuele verantwoordelijkheid leidt tot steeds hogere opbrengsten, waardoor uiteindelijk de maximaal duurzame opbrengst wordt overschreden. Een veel gebruikt voorbeeld is een vrij weiland dat door elke boer gebruikt kan worden om zijn vee te laten grazen. Omdat niemand zich verantwoordelijk voelt voor het weiland voegt men meer dieren toe tot men de draagkracht van het gras overschrijdt. Deze overbegrazing vernietigt de vegetatie, zodat het weiland niet langer gebruikt kan worden. Dit verschijnsel staat bekend als de "tragedie van de meent". Een ander voorbeeld is overbevissing van oppervlaktewater zoals een zee of meer. Vis is, net als de vegetatie van een weiland, een vernieuwbare hulpbron: de visstand kan zichzelf op peil houden zolang de vangst (dat is de opbrengst) de draagkracht niet overschrijdt. 
Ook de verbranding van fossiele brandstoffen heeft een maximaal duurzame opbrengst. Hoewel fossiele brandstoffen zelf geen vernieuwbare hulpbronnen zijn, geldt dit wel voor het vermogen van de Aarde om zonder schadelijke gevolgen verontreiniging of broeikasgassen te zuiveren of op te nemen. Omdat de individuele verbranders (bijvoorbeeld energieverbruikers of automobilisten) zich niet verantwoordelijk voelen groeit het verbruik van brandstoffen door tot de draagkracht van de planeet ver is overschreden.
De "tragedie van de meent" kan worden opgelost door de winning van natuurlijke hulpbronnen onder een exclusieve autoriteit (bijvoorbeeld een overheid) te plaatsen. Deze autoriteit verdeelt dan de opbrengst onder de partijen zonder de maximaal duurzame opbrengst te overschrijden.